# Сен-Жермен-дю-Сёдр
Сен-Жерме́н-дю-Сёдр (фр. Saint-Germain-du-Seudre) — коммуна во Франции, находится в регионе Пуату — Шаранта. Департамент коммуны — Шаранта Приморская. Входит в состав кантона Сен-Жени-де-Сантонж. Округ коммуны — Жонзак.
Код INSEE коммуны — 17342.

## Население
Население коммуны на 2010 год составляло 359 человек.
| 1962 | 1968 | 1975 | 1982 | 1990 | 1999 | 2010 |
| ---- | ---- | ---- | ---- | ---- | ---- | ---- |
| 414  | 399  | 378  | 363  | 346  | 340  | 359  |